# Coendou rufescens
El puercoespín de cola corta o erizo de cola corta (Coendou rufescens) es una especie de roedor histricomorfo de la familia Erethizontidae. Anteriormente, esta especie se asignaba a Echinoprocta, un género que ya no se reconoce después que los estudios genéticos mostraron que anidaba dentro de Coendou.

## Distribución
Es  endémico de Colombia y raro en Ecuador, de las cordilleras oriental, central y occidental. También se tiene la presencia de esta especie en Perú y Bolivia.

## Descripción
Sus espinas son cortas y robustas, su actividad es nocturna y solitaria.
Se alimenta de frutos y flores.

## Conservación
No se le considera amenazado ya que se encuentra en varias áreas protegidas del país, sin embargo, a veces son sacrificados para evitar el contacto con los perros, para los cuales puede resultar muy peligroso si lo provocan.